# Coco ralado

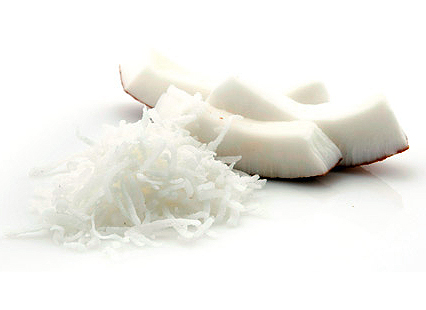
Coco ralado

Coco ralado é um ingrediente comumente utilizado nas cozinhas da Ásia e da América, sendo geralmente usado em laticínios, sorvetes, panificação, confeitaria e doceria.
Sua produção se dá a partir de amêndoas raladas e secas de coco seco que são desintegradas, parcialmente desengorduradas (através da retirada do leite de coco) e secas. Em média, um coco seco rende 125 gramas de coco ralado integral, que, por sua vez, pode ser utilizado na produção de coco ralado desidratado.
O aroma e o sabor de coco ralado são atribuídos ao seus açúcares e óleos. O coco ralado é um produto normalmente encontrado na maioria dos supermercados do mundo, embalados em latas e sacos pequenos, ou em sacas de 20 a 50 kg quando disponível como insumo industrial.
Os maiores produtores mundiais de coco são Indonésia, Filipinas, Índia e Brasil. Estima-se que a cadeia produtiva do coco ralado represente, apenas no Brasil, 12 mil empregos diretos e envolva de recursos de aproximadamente R$ 1 bilhão.